# Ghostwriter
Ghostwriter (česky stínový autor) je profesionální spisovatel, který se podílí na tvorbě textu, při jehož publikaci netrvá na zveřejnění plného rozsahu své spolupráce. Jméno ghostwritera je při publikaci uvedeno menším písmem, případně s poděkováním za spolupráci, někdy také vůbec. Samotné slovo ghostwriting sice vzniklo až ve 20. století, nicméně podstata stínového autorství je stejně stará jako lidské písemnictví.  

## Charakteristika

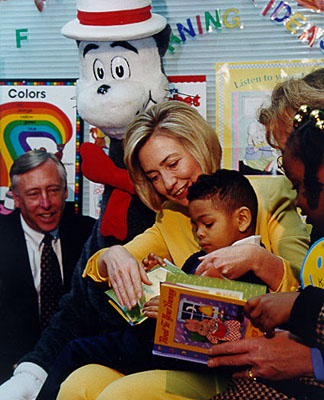
Spolupracovník pamětí Hillary Clintonové měl obdržet přibližně 500 tisíc dolarů

Ghostwriting vznikl z přirozené potřeby zkušených stylistů a spisovatelů nabídnout své služby politikům, manažerům a vydavatelům, kteří mají co říci ve svém oboru, ale nedokáží myšlenky dostatečně autoritativně formulovat v písemné podobě. Mimo to ghostwriteři vždy působili i ve službách nejrůznějších úřadů. Ve 20. století se tento druh redakčních služeb komercionalizoval.
Služeb anonymních spisovatelů využívají například ke vzniku autobiografií politici, celebrity, umělci aj. Pro manažery nebo zaměstnance vznikají na zakázku články a příspěvky do časopisů. Filmová hudba stejně jako písňové texty mohou být také produkovány anonymními autory.
Charakter konkrétní spolupráce je na domluvě smluvních stran. Stupeň autorského podílu ghostwritera na výsledném produktu se liší podle konkrétního zadání. Liší se také pravidla a zvyklosti v USA a v Evropě, což je dáno jednak odlišnou kulturou, jednak odlišným autorským právem. Zásadním způsobem se liší ceny služeb, a to jednak mezi kontinenty, tak i z hlediska konkrétních objednatelů.

## Honoráře
Především z USA jsou někdy zmiňovány vysoké částky inkasované za práci ghostwritera. Literární agentka Madeleine Morelová pro týdeník Publishers Weekly v roce 2006 uvedla, že průměrný příjem anonymního spisovatele pro větší nakladatelství činil „něco mezi 30 až 100 tisíci dolary“. Deník The New York Times v roce 2001 uvedl, že ghostwriter pamětí Hillary Clintonové obdržel plat v přibližné výši 500 tisíc dolarů „za knihu, na kterou měla (Clintonová) podepsanou smlouvu ve výši 8 miliónů dolarů, což se blíží horní hranici pro anonymní spolupracovníky“.
V českém prostředí nedosahují honoráře stínových autorů ani zčásti těch amerických. Český ghostwriter je většinou honorován v cenové hladině seniorního žurnalisty. Výši honoráře ale ovlivňuje také rozsah prací, celková náročnost jednotlivých úkolů a další okolnosti. Práce ghostwritera v českých podmínkách je tak především záležitostí určité prestiže, spolehlivosti a profesní způsobilosti.

## Tvůrci údajně využívající služeb stínových autorů
- Alexandre Dumas st.[1]
- Jules Verne[1]
- William Shakespeare

## Čeští příležitostní ghostwriteři
- Zdeněk Bauer (např. Mýtus zvaný Stínadla)[3]
- Ondřej Horák (psaní knih Zdeňka Pohlreicha, Jakuba Vágnera a Jaromíra Bosáka)[5]
- Zdeněk Mahler (scénář pro film Amadeus)[6]
- Jan Novák (např. jako scenárista filmu Valmont)

## V populární kultuře
- Muž ve stínu (anglicky The Ghost Writer), thriller z roku 2010 v britsko-francouzsko-německé koprodukci režírovaný Romanem Polańskim. Scénář napsal Polański společně se spisovatelem Robertem Harrisem jako adaptaci literátova románu Duch (v angl. originále The Ghost). Hlavní postavy ztvárnili Ewan McGregor, Pierce Brosnan, Kim Cattrall a Olivia Williamsová. Podstatou děje je příběh stínového autora, který upravuje rukopis významného politika a při této práci objeví nesrovnalosti, které se mu stanou osudným.
- Alexandr Dumas starší, třídílný československý televizní seriál z roku 1970. Režie: Jaroslav Dudek. Scénář: Jaroslav Dietl. Hrají: Vladimír Menšík, Jan Kačer a další. Jedním z důležitých úseků seriálu je i dobový spor o autorství některých Dumasových románů a jeho využívání stínových autorů.

## Zneužívání ghostwritingu při tvorbě závěrečných prácí na zakázku
S rozmachem požadavků na formální vysokoškolské vzdělávání se metodu ghostwritingu snaží napodobovat agentury, které nabízejí tvorbu seminárních prací, bakalářských a diplomových prací na zakázku. Ačkoli je tento druh činnosti někdy mylně zaměňován s ghostwritingem, chybí mu (mimo jiné) klíčový prvek ghostwritingu – spolupráce s objednatelem, který se v tomto případě do procesu výroby prakticky nijak zapojit nechce. Navíc se jedná o jednání podvodné, a to je v rozporu s tradičním pojetím ghostwritingu, kdy stínový autor nemá záměr někoho podvádět.
Na základě průzkumu publikovaného v roce 2017 posluchačkou Mendelovy univerzity v Brně si práci na zakázku nechal zpracovat každý dvanáctý student. Tento přístup je v rozporu s autorským zákonem, neboť student vydal cizí dílo jako své vlastní, což může být důvodem až k vyloučení ze studia. Svým jednáním mohou být také vydíratelní. Anonymní pisatel práce může zjistit o studentovi citlivé informace, např. lokalizovat počítač pomocí IP adresy, odkud byla poptávka zadána, i jméno plátce služby. Mimo to může vložit do práce řetězec znaků, podle kterých dokáže dohledat dílo, které zpracoval.
Agentur, které za poměrně nízký finanční obnos vytvoří univerzální text, je celá řada. Nízká úroveň odpovídá nízké ceně, takže je překvapivé, že školy tento druh podvodu v mnoha případech neodhalí. Veronika Králíková vidí ve své diplomové práci hlavní problém v tom, že vysokoškolské vzdělání se prakticky stalo standardem a ke své práci potřebují formální kvalifikaci i lidé na pozicích, které by ho před několika lety nepotřebovali ani by na něj nedosáhli. Nejde o problém ghostwritingu, jehož princip je zde zneužit. Jde o systémový problém škol „a to takový, že akademický systém je již natolik zkorumpovaný, že nechat si vypracovat práci třetí osobou již není takový problém, jelikož často i vyučující využívají práce a pomoci studentů k vypracování svých vlastních děl.“